# Fenil

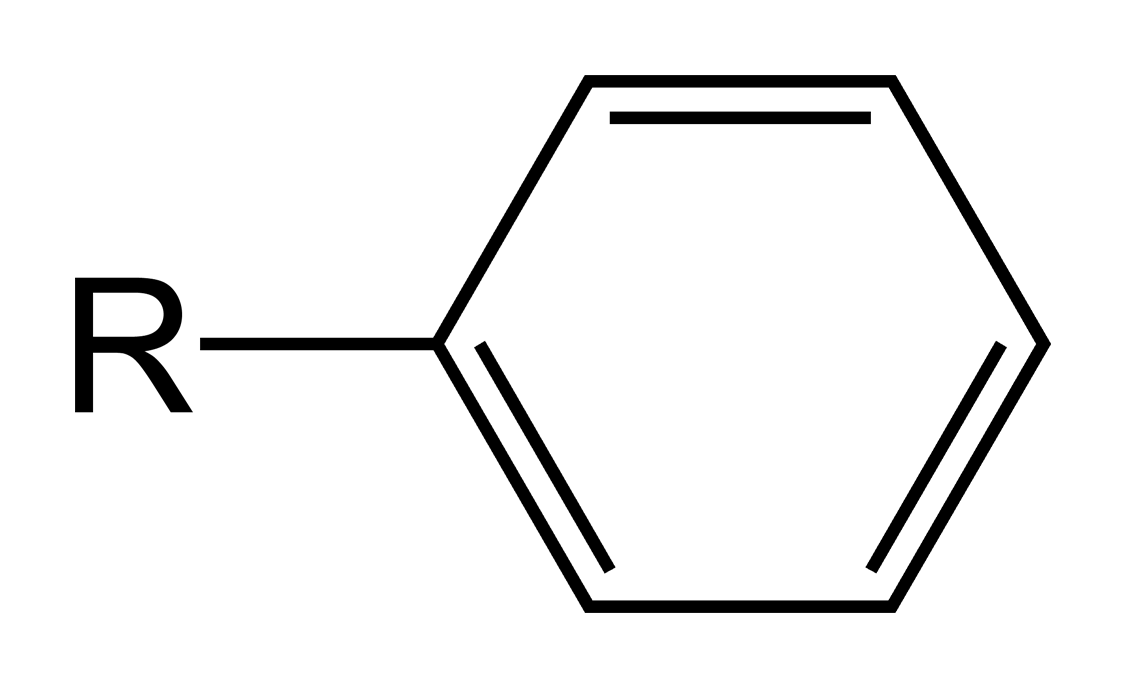
Estrutura do radical fenil

Na química orgânica, o fenil é um radical derivado de um anel aromático, o benzeno. Possui a fórmula C6H5.
É altamente estável e um de seus compostos mais simples se dá quando associado à uma hidroxila, formando o fenol C6H5OH. O fenil difere do benzil, outro radical derivado de anel aromático, apenas por um radical metileno.
Em representações compactas de compostos químicos, o fenil costuma ser abreviado para Ph (do seu nome em inglês phenyl), por exemplo em PPh3 (trifenilfosfina).
Em resumo, o Fenil é um benzeno com um dos elétrons desemparelhados (radical). O nome é derivado do alemão "FENO" que significa benzeno e IL que remete ao termo radical. 